# Quavo
Куэ́йвиус Кейа́те Ма́ршалл (англ. Quavious Keyate Marshall; род. 2 апреля 1991, Атенс, Джорджия, США), более известный как Куэ́йво (Quavo, произношение [ˈkweɪvoʊ]) — американский рэпер, певец, автор песен и продюсер. Бывший участник хип-хоп-группы Migos, в состав которой также входили его племянник Takeoff и их общий друг Offset.
Как сольный артист Куэйво принял участие в четырёх синглах, которые попадали в первую десятку чарта Billboard Hot 100, включая «I’m the One» и «No Brainer». Обе песни — диджея Каледа, в них Куэйво поёт вместе с Джастином Бибером и Chance the Rapper, а в «I’m the One» к ним присоединяется Лил Уэйн. 12 октября 2018 года артист выпустил свой дебютный сольный альбом Quavo Huncho.

## Жизнь
Родился Куэйво в обычной семье в городе Атенсе. Мать воспитывала его вместе с его двоюродным братом Киари, который на сегодняшний день также является рэпером и широко известен под псевдонимом Offset, и своим внуком, племянником Куэйво, Кершником, более известным на текущий момент как Takeoff.
Куэйво учился в Беркмарской старшей школе в городе Лилберне (штат Джорджия) и играл в этот период в её команде по американскому футболу на позиции разыгрывающего квотербека.
В седьмом классе Маршалл начинает увлекаться хип-хопом, в том числе занимаясь совместно с кузеном и племянником написанием собственной музыки. Чтобы продолжить карьеру в музыкальной индустрии, они решают прервать учёбу и покидают старшие классы. Так, они создают своего рода трио, которое начинает писать музыку и тексты к ней. В своих кругах они становятся популярны и выступают в местных клубах, ресторанах и на небольших музыкальных фестивалях, которые устраивают местные диджеи.
1 ноября 2022 года в боулинге в Хьюстоне во время игры в кости была открыта стрельба, в ходе которой Quavo не пострадал, а его племянник Takeoff был убит на месте.

## Музыкальная карьера
Куэйво сформировал рэп-группу Migos вместе с Тейкоффом и Оффсетом в 2008 году. В 2011 году они выпустили свой первый микстейп под названием Juug Season. В следующем году за ним последовал ещё один микстейп под названием No Label. Группа, однако, не приобрела большой известности, пока в 2013 году не выпустила свою прорывную песню «Versace», которая смогла занять лидирующие позиции в чартах. После этого последовали и другие работы, которые смогли окончательно прославить трио.
В июле 2015 года, после небольшой задержки из-за разногласий по поводу злоупотребления наркотиками, вышел дебютный альбом хип-хоп-трио.
Куэйво, Тейкофф и Оффсет сделали совместный микстейп с американским рэпером Янг Тагом в 2016 году под названием MigoThuggin. 18 января 2017 года они выпустили ещё один микстейп — Young Rich Niggas 2.
Второй альбом группы Culture был выпущен 27 января 2017 года и получил положительные отзывы от музыкальных журналов. Он занимал первые места в нескольких чартах журнала Billboard: Billboard 200, Top R&B/Hip-Hop Albums, Canadian Albums Chart.
21 декабря 2017 года без какого-либо предварительного продвижения Куэйво анонсировал, что выпустит на следующий день совместный с Трэвисом Скоттом альбом Huncho Jack, Jack Huncho. Восемь песен с альбома дебютировало в чарте Billboard Hot 100.
В октябре 2018 года Куэйво выпустил дебютный сольный альбом Quavo Huncho.
18 мая 2019 года вместе с Мадонной Куэйво исполнил песню «Future» на торжественном завершении конкурса песни «Евровидение-2019».

## Дискография

### Студийные альбомы
- Quavo Huncho (2018)
- Rocket Power (2023)

### Совместные альбомы
- Huncho Jack, Jack Huncho (с Трэвисом Скоттом как Huncho) (2017)
- Only Built for Infinity Links (с Takeoff как Quavo дуэт Unc & Phew, сокращение от Англ. Дядя и Племянник) (2022)